# Wildenranna
Wildenranna ist ein Ortsteil des Marktes Wegscheid im niederbayerischen Landkreis Passau.

## Geographie
Der Ort, ein Angerdorf mit einem geschlossen erhaltenen Ortskern, liegt etwa vier Kilometer südwestlich von Wegscheid an einem Berghang oberhalb der Ranna.

## Geschichte
Hier verlief eine alte Handelsstraße von Passau nach Krummau in Böhmen. 1121 ist ein Ritter Werner von Ranaha bezeugt, in der zweiten Hälfte des 13. Jahrhunderts eine Burg.
Um 1359 fiel Wildenranna mit der Herrschaft Rannariedl an das Hochstift Passau. Nach mehrfachem Besitzwechsel gelangte die Herrschaft Rannariedl mit den Oberamt Wildenranna und Heindlschlag 1506 zum Erzherzogtum Österreich. Ähnlich wie die Sieben künischen Dörfer bildete es eine österreichische Enklave im Hochstift Passau.
Die österreichische Hofmark Wildenranna erschwerte beträchtlich den Handel der umliegenden hochstiftlichen Märkte Untergriesbach, Wegscheid und Obernzell, da die Aufschläger (Mauteinnehmer) für jede Durchfahrt von Waren eine hohe Maut erhoben und öfters Waren konfiszierten. Beschwerden beim Reichstag von 1530 und beim Statthalter in Linz zeigten ebenso wenig Wirkung wie die vorübergehende Inhaftierung des Aufschlägers in Wegscheid im August 1592 und im April 1617.
Als Fürstbischof Leopold Ernst von Firmian 1765 für 315.000 Gulden die Grafschaft Rannariedl erwarb, kam auch das Gericht Wildenränna (sic!) wieder zum Hochstift. Dieses machte aus Wildenranna eine bischöfliche Mautstation gegenüber Österreich und erhöhte schon 1766 die Gebühren um 30 %. Die Mautstelle fand 1803 ihr Ende, als das Gericht Wildenranna aufgehoben und dem Pfleggericht Wegscheid einverleibt wurde. 1806 kam Wildenranna zu Bayern.
Im Zuge der Verwaltungsreformen in Bayern entstand mit dem Gemeindeedikt von 1818 die Gemeinde Wildenranna mit den Orten Brunngraberhäusl, Eckwies, Furthäusl, Garmer, Kailing, Maierstockberg, Obermühle, Pölzöd, Rannahof, Rannasäge, Reichartsreut, Rosenau, Schlatthäusl, Schlattlmühle, Tumpenberg I, Tumpenberg II, Winklhammer, Wippling und Wüstenberg.
Der 22. Februar 1874 brachte die Gründung der Freiwilligen Feuerwehr. Nach einem großen Ortsbrand 1898 wurde die Dorfanlage an dem langen Anger einheitlich wiederaufgebaut. Am 1. Dezember 1912 erhielt Wildenranna mit der Bahnstrecke Erlau–Wegscheid einen Bahnanschluss. Am 28. Januar 1965 wurde die Strecke stillgelegt.
Die „Ranninger“, wie die Bewohner von den umliegenden Orten genannt werden, erzielten mehrere Erfolge in dem Wettbewerb Unser Dorf soll schöner werden. 1963 wurde im damaligen Landkreis Wegscheid der erste und im Bezirksentscheid der zweite Platz belegt. 1975 errang Wildenranna den zweiten Platz im Landkreis Passau und 1980 den ersten Platz im Regierungsbezirk Niederbayern. 1981 wurde es beim Landesentscheid unter 23 teilnehmenden Orten zu einem von sieben Dörfern gewählt, die 1981 am Bundesentscheid teilnehmen durften. Bei diesem erhielt Wildenranna eine Silbermedaille.
Im Zuge der Gebietsreform in Bayern gelangte Wildenranna am 1. Mai 1978 zum Markt Wegscheid.
Südlich des Gemeindegebietes befindet sich eine Verdichterstation der MEGAL-Erdgaspipeline. Diese Pipeline nahm 1980 den Betrieb auf.

## Pfarrkirche

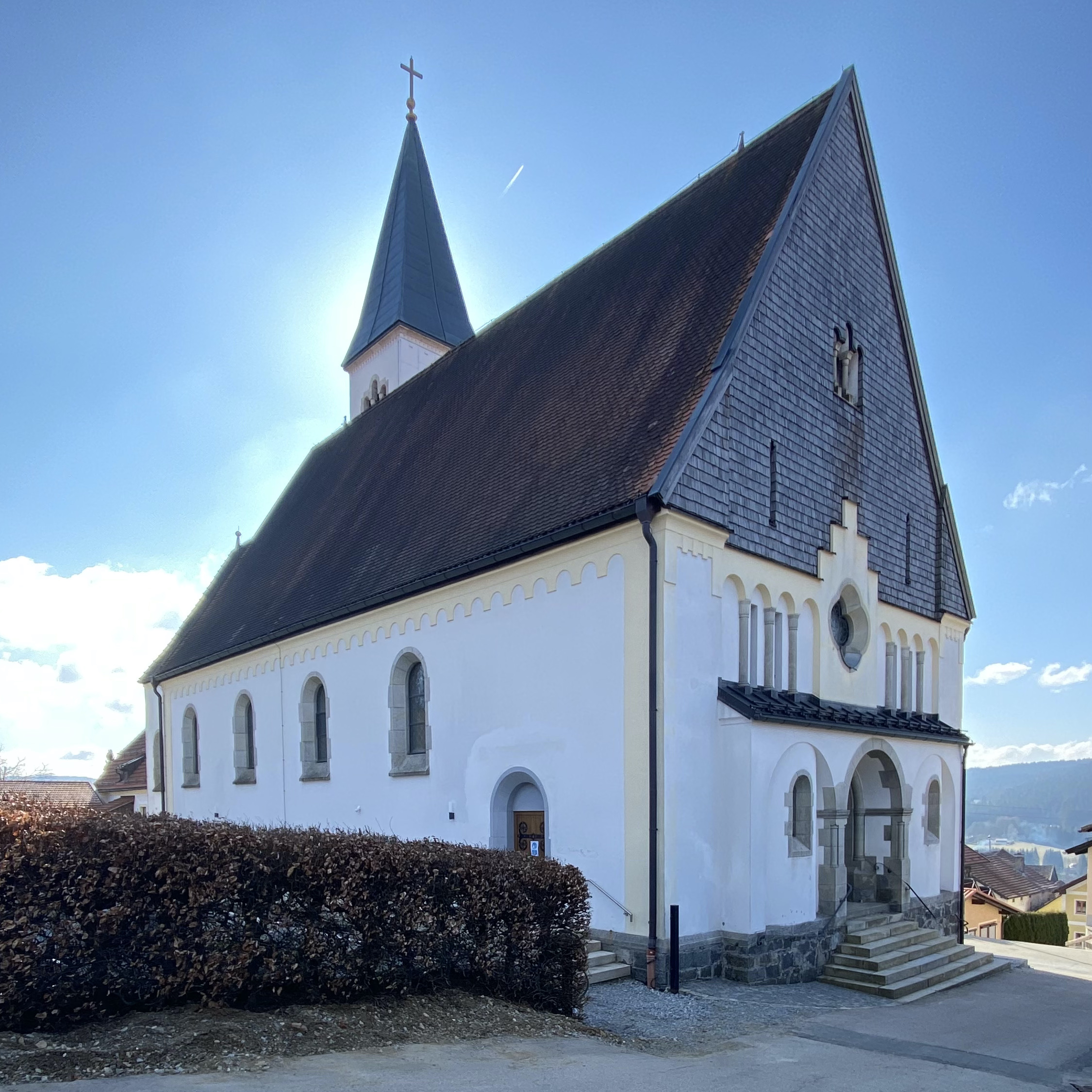
Westfassade mit Stufenportal aus Granit, neuromanischer Blendarkade und Rosette und Schindelverschlag des Giebels (Foto: Martin Ortmeier, 2022)

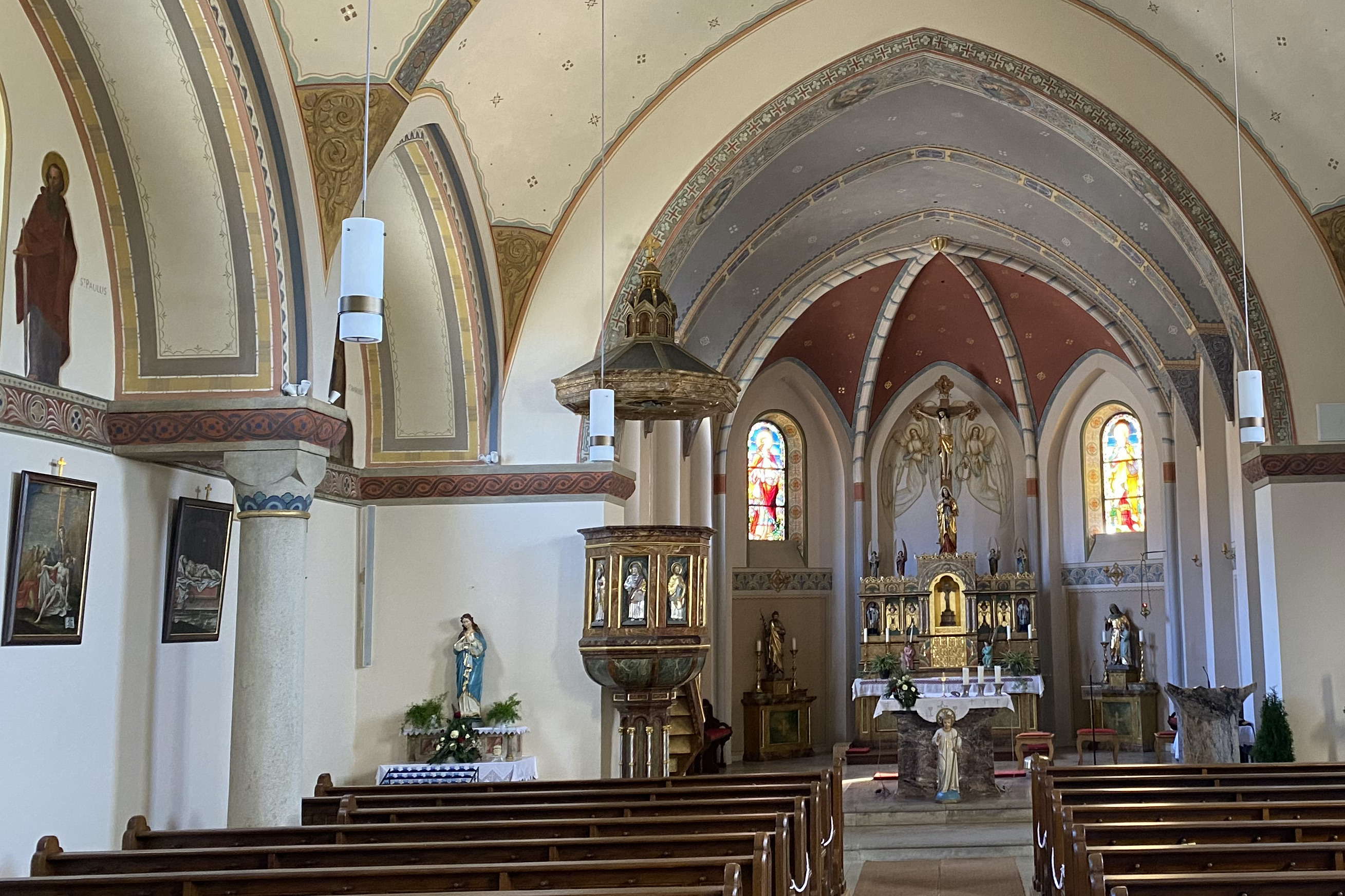
Blick nach Osten in Kirchenschiff und Chor (Foto: Martin Ortmeier, 2022)

Am 23. Juli 1833 wurde an Stelle eines Vorgängerbaus eine Kapelle benediziert.
1904 wurde die Expositur Wildenranna errichtet. Von 1904 bis 1906 entstand nach den Plänen von Johann Baptist Schott die heutige neuromanische Kirche. Sie wurde am 24. August 1909 von Bischof Sigismund Felix von Ow-Felldorf konsekriert. 1920 folgte die Erhebung zur Pfarrei.

## Medien
Das Bayerische Fernsehen drehte 2002 in der Reihe Unter unserem Himmel einen Dokumentationsfilm von Alice Agneskirchner mit dem Titel Wildenranna – Ein Dorf in Niederbayern.

## Sehenswürdigkeiten
- Ensemble Ortskern Wildenranna

In der Liste der Baudenkmäler in Wegscheid sind für Wildenranna vier Baudenkmäler aufgeführt.